# Papa Gueye

Papa Guaye na graffiti v Charkově.

Papa Gueye (* 7. června 1984, Dakar, Senegal) je senegalský fotbalový obránce a reprezentant, od roku 2017 hráč klubu FK Aktobe. Hraje na postu stopera (středního obránce).

## Reprezentační kariéra
V seniorské reprezentaci Senegalu debutoval v roce 2012.
Zúčastnil se LOH 2012 ve Spojeném království.